# Graham Tayar
Graham Joseph Tayar (* 1933 in Birmingham; † 22. April 2016) war ein britischer Journalist und Jazzpianist.

## Leben
Graham Tayar war der Sohn eines Chemikers und besuchte die King Edward’s School in Birmingham, bevor er ein Stipendium am Jesus College in Cambridge erhielt. Nach seinem Schulabschluss lebte er in Südfrankreich in einer Künstlerkolonie, in den frühen 1960er-Jahren in Äthiopien, wo er Englischunterricht gab und begann, als Jazzpianist aufzutreten. Hauptberuflich war er freischaffender Mitarbeiter des BBC World Service und berichtete aus afrikanischen Ländern. Nach seiner Rückkehr nach Großbritannien arbeitete er im Vorläuferprogramm von BBC Radio 3, produzierte Sendungen für das BBC School Radio und hatte eine eigene Sendereihe namens Personality and Power, in der Tayar Prominente wie Asa Briggs, Anthony Storr und Oswald Mosley zu Gast hatte. In den 1970er- und 89er-Jahren war er in der Londoner Jazzszene aktiv und trat bei Sessions im New Merlin’s Cave in Islington mit Musikern wie Bruce Turner, Wally Fawkes und John Barnes auf. Er leitete vierzig Jahre die Traditional Jazz Band Crouch End All Stars. Um 1985 entstand das Album Sunday Best: The Crouch End All Stars with Ian Christie (Jazzology). Daneben betätigte er sich als Lyriker und legte einen Band Gedichte vor (Not Too Late for Loving: A Lifetime of Occasional Verse, 2000).